# Donnacona (Quebec)
Donnacona es una ciudad de la provincia de Quebec, Canadá. Está ubicada en el condado regional de Portneuf y a su vez, en la región administrativa de la Capitale-Nationale. Hace parte de las circunscripciones electorales de Portneuf a nivel provincial y de Portneuf a nivel federal.

## Geografía
Donnacona se encuentra ubicada en las coordenadas 46°40′00″N 71°45′00″O / 46.66667, -71.75000. Según Statistics Canada, tiene una superficie total de 20,02 km² y es una de las 1135 municipalidades en las que está dividido administrativamente el territorio de la provincia de Quebec.

## Demografía
Según el censo de 2011, había 6283 personas residiendo en esta ciudad con una densidad poblacional de 313,8 hab./km². Los datos del censo mostraron que de las 5564 personas censadas en 2006, en 2011 hubo un aumento poblacional de 719 habitantes (12,9%). El número total de inmuebles particulares resultó de 2924 con una densidad de 146,05 inmuebles por km². El número total de viviendas particulares que se encontraban ocupadas por residentes habituales fue de 2827.